# Строїчі
Строїчі (словен. Strojiči) — поселення в общині Осилниця, регіон Південно-Східна Словенія, Словенія.